# Fieberiella chioscola
Fieberiella chioscola är en insekt som beskrevs av Silke Meyer-Arndt 1988. Arten ingår i släktet Fieberiella och familjen dvärgstritar. Den beskrevs utifrån ett specimen insamlat i Grekland och inga underarter finns listade i Catalogue of Life.